# مسابقات قهرمانی سلاح‌های بادی آسیا ۲۰۱۱
مسابقات قهرمانی سلاح‌های بادی آسیا در سال ۲۰۱۱ در شهر کویت، کویت بین ۱۷ تا ۲۳ اکتبر ۲۰۱۱ برگزار.

## خلاصه مدال

### مردان
| بازی‌ها               | طلا                                     | نقره                                                    | برنز                                                               |
| 10 m air pistol      | Wu Xiao · چین                           | تان زونگلیانگ · چین                                     | Omkar Singh · هند                                                  |
| 10 m air pistol team | چین · پانگ وی · تان زونگلیانگ · Wu Xiao | هند · ویجای کومار (تیرانداز) · Om Prakash · Omkar Singh | قزاقستان · Maxim Mazepa · Vyacheslav Podlesniy · Rashid Yunusmetov |
| 10 m air rifle       | ژو چینان · چین                          | آبهیناو بیندرا · هند                                    | Satyendra Singh · هند                                              |
| 10 m air rifle team  | چین · Liu Tianyou · Wang Tao · ژو چینان | هند · آبهیناو بیندرا · گاگان نارانگ · Satyendra Singh   | ایران · مهدی احمدی · حسین باقری · صابر پرستی                       |

### بانوان
| بازی‌ها               | طلا                                        | نقره                                                   | برنز                                                 |
| 10 m air pistol      | Sun Qi · چین                               | فاطمه حسینی · ایران                                    | Huang Yi-ling · تایوان                               |
| 10 m air pistol team | چین · Chen Yan · Sun Qi · تائو لونا        | هند · Shweta Chaudhary · Annu Raj Singh · Harveen Srao | ایران · نسیم حسن پور · فاطمه حسینی · مریم سلطانی     |
| 10 m air rifle       | نرجس امامقلی نژاد · ایران                  | یی سیلینگ · چین                                        | Wan Xiangyan · چین                                   |
| 10 m air rifle team  | چین · Wan Xiangyan · یی سیلینگ · Zhang Yue | سنگاپور · Cheng Jian Huan · Li Yafei · Jasmine Ser     | ایران · الهه احمدی · نرجس امامقلی نژاد · نساء پاریاب |

## جدول مدال
| رتبه           | کشور           | طلا | نقره | برنز | مجموع |
| -------------- | -------------- | --- | ---- | ---- | ----- |
| ۱              | چین            | ۷   | ۲    | ۱    | ۱۰    |
| ۲              | ایران          | ۱   | ۱    | ۳    | ۵     |
| ۳              | هند            | ۰   | ۴    | ۲    | ۶     |
| ۴              | سنگاپور        | ۰   | ۱    | ۰    | ۱     |
| ۵              | تایوان         | ۰   | ۰    | ۱    | ۱     |
| ۵              | قزاقستان       | ۰   | ۰    | ۱    | ۱     |
| مجموع (۶ کشور) | مجموع (۶ کشور) | ۸   | ۸    | ۸    | ۲۴    |